# ТНПО-115И
ТНПО-115И — прибор наблюдения за местностью с электрообогревом стекол. Устанавливается на бронетанковую технику.

ТНПО-115И отличается от ТНПО-115 наличием встроенного блока питания и габаритными размерами нижней части прибора.
Производитель: Изюмский приборостроительный завод.

## Технические характеристики

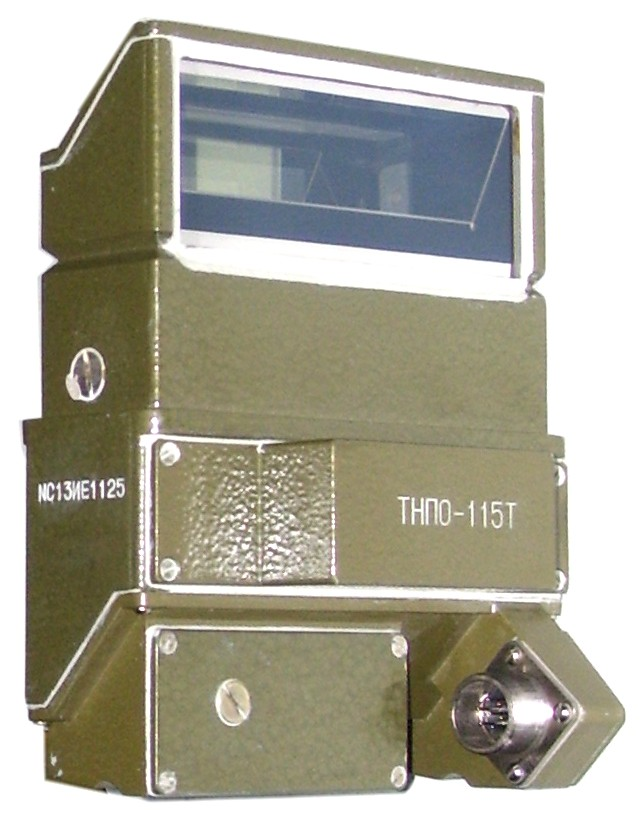
Прибор наблюдения ТНПО-115Т производства [http://ipz.com.ua/ Изюмского приборостроительного завода

| Характеристики                                | ТВНО-115И  | ТВНО-115Т |
| --------------------------------------------- | ---------- | --------- |
| Угол поля обзора, …°, не меньше:              |            |           |
| - в горизонтальной плоскости                  | 108        | 108       |
| - в вертикальной плоскости                    | 29         | 29        |
| Верхний угол обзора, …°, не меньше            |            |           |
| - в вертикальной плоскости                    | 9          | 9         |
| Нижний угол обзора, …°, не меньше             |            |           |
| - в вертикальной плоскости                    | 20         | 20        |
| Угол поля зрения, …°, не менее:               |            |           |
| – по горизонтали                              | 42         | 42        |
| – по вертикали                                | 5,5        | 5,5       |
| Угол поля бинокулярного зрения, …°, не менее  |            |           |
| – в горизонтальной плоскости                  | 11         | 11        |
| Перископичность прибора, мм                   | 114±6      | 114±6     |
| Визуальный коэффициент пропускания, не менее  | 0,44       | 0,44      |
| Напряжение электропитания постоянного тока, В | 27+2-5     |           |
| Потребляемая мощность, Вт, не более           | 53         |           |
| Габаритные размеры, мм, не более              | 142×72×178 |           |
| Масса, кг, не более                           | 2,3        | 2,8       |

ТНПО-115И Габаритный чертёж.pdf